# Philomena de Tornos y Steinhart
Titre
Épouse du prétendant orléaniste
 au trône de France
Depuis le 21 janvier 2019
(6 ans, 5 mois et 6 jours)
Philomena de Tornos y Steinhart, née le 19 juin 1977 à Vienne (Autriche), qui porte le titre de courtoisie de comtesse de Paris, est l'épouse de Jean d’Orléans, comte de Paris, prétendant orléaniste au trône de France depuis 2019, chef de la maison d'Orléans.

## Biographie

### Famille
María Philomena Magdalena Juliana Johanna de Tornos y Steinhart est née le 19 juin 1977 à Vienne. La famille paternelle de la comtesse de Paris est espagnole et n'appartient pas à la noblesse et sa famille maternelle est autrichienne.
Fille aînée d'Alfonso de Tornos y Zubiría (1937-2013), fonctionnaire à l'Unesco, et de Maria Antonia « von » Steinhart (1944), elle a une sœur, María Magdalena (1980), mariée à Jean d'Haussonville, ancien directeur général de l'Epic du château de Chambord et actuel ambassadeur de France à Monaco, et un frère, David (1982). Elle est la petite-fille de Juan de Tornos y Espelius (ancien chef du secrétariat personnel du comte de Barcelone, grand-père de l'actuel roi d'Espagne) et de son épouse María del Carmen Zubiría y Calbetón, fille du marquis de Yanduri. Juan de Tornos y Espelius est le fils posthume de Juan Tornos y Cano-Manuel, agent de change et de bourse, et de son épouse, María de los Ángeles Espelius y Anduaga, sœur de l'architecte espagnol José Espelius y Anduaga. En 1940, il est reçu chevalier dans la corporation royale de la noblesse de Madrid.

### Généalogie simplifiée
- Simeón Tornos, nommé le 2 janvier 1848 adjoint du syndic de la chambre des courtiers assermentés de Madrid, d'où :
  - Estanislao Tornos y Soler († 1909), ingénieur des mines, d'où :
    - Juan Tornos y Cano-Manuel († 1905), agent de change et de bourse, il épouse María de los Ángeles Espelius y Anduaga, d'où :
      - Juan de Tornos y Espelius (1905-1985), ambassadeur d'Espagne et chef du secrétariat personnel de Juan de Borbón. Il épouse Maria del Carmen Zubiría y Calbetón, fille du marquis de Yanduri, d'où :
        - Alfonso de Tornos y Zubiría (1937-2013), fonctionnaire à l'Unesco, il épouse Maria Antonia « von » Steinhart (née en 1944), d'où :
          - Philomena de Tornos y Steinhart (née en 1977), elle épouse en 2009 Jean d'Orléans (1965), comte de Paris, depuis 2019 ;
          - María Magdalena de Tornos y Steinhart (née en 1980), elle épouse en 2017 Jean d'Haussonville (né en 1968) ;
          - David de Tornos y Steinhart (né en 1982).

### Scolarité et vie professionnelle
Après le baccalauréat, Philomena de Tornos a étudié à Paris en Sorbonne, les langues et civilisations russe et germanique.
Elle parle couramment le français, l’allemand, l’anglais, l’espagnol et l’italien. Elle peut également s'exprimer en russe et en arabe.
Elle a travaillé cinq années comme cadre dans une société industrielle française d’extraction de roches. Après cette expérience professionnelle, elle se dédie un temps à sa passion pour la mer et pour le grand large. Elle s’inscrit au Lycée maritime de Ciboure, au Pays basque, et passe le certificat d’initiation nautique et le Capitaine 200[Quoi ?].
Pendant une année, elle mène la vie des marins pêcheurs de Saint-Jean-de-Luz. Elle effectue ensuite plusieurs périples en Atlantique et en Méditerranée et suit plusieurs régates.
Elle réside  au domaine royal de Dreux de 2011 à 2020 jusqu'à son installation à Montréal, dans l'Aude, près de Carcassonne. 
Elle honore son premier engagement officiel comme épouse du prétendant orléaniste, avec le prince Jean d'Orléans, comte de Paris, lors de la rencontre officielle entre le président de la République française, Emmanuel Macron, et le président de la République italienne, Sergio Mattarella, au château d'Amboise le 2 mai 2019.

### Mariage
Le 28 novembre 2008, Henri d'Orléans, comte de Paris, annonce les fiançailles de son fils, le duc de Vendôme, avec Philomena de Tornos y Steinhart.
Le mariage civil est célébré le 19 mars 2009 à 16 heures à la mairie du 7e arrondissement de Paris par Rachida Dati, maire et garde des Sceaux. Le témoin du marié est son cousin, Charles-Louis d'Orléans, duc de Chartres, fils du duc d'Orléans, tandis que la mariée a choisi son frère, David de Tornos.
Leur mariage religieux célébré par Mgr Dominique Rey, évêque de Fréjus-Toulon a lieu en la cathédrale Notre-Dame de Senlis le 2 mai 2009. L'échange des consentements est reçu par Mgr Philippe Brizard. Les grandes orgues sont tenues par l'organiste Vincent Warnier. La ville de Senlis a été choisie en raison du fait qu'Hugues Capet, fondateur de la dynastie capétienne, a été élu roi des Francs en 987 dans ses murs.
Le mariage se déroule en la présence du père du marié, le comte de Paris, et de son épouse Micaela. Sa tante par alliance, la princesse Marie-Christine de Liechtenstein, l'accompagne jusqu'à l'autel en raison de l'absence de sa mère, la duchesse de Montpensier, hospitalisée d'urgence la veille. Il s'achève par la lecture de la bénédiction du pape Benoît XVI.
La cérémonie est suivie d'un vin d'honneur ouvert à tous. Dans la soirée, une réception privée offerte par le prince Karim Agha Khan IV, se tient sur la pelouse de l'hippodrome face au château de Chantilly, ancienne propriété de la maison d'Orléans, léguée à l'Institut de France par le duc d'Aumale, frère des ancêtres de Jean d'Orléans. Près de 800 invités sont présents, parmi lesquels la garde des Sceaux, Rachida Dati, le ministre du Budget, Éric Woerth, le comédien Lorànt Deutsch, les écrivains Alain Decaux et Jean Raspail, Bernadette Chirac et Ernest-Antoine Seillière. Egalement de nombreuses « têtes couronnées » sont présentes dont le prince héritier Philippe de Belgique, duc de Brabant et son épouse la princesse Mathilde, l'infante Pilar d'Espagne, duchesse de Badajoz et sœur du roi d'Espagne, le grand-duc héritier Guillaume de Luxembourg, avec son oncle le prince Guillaume et son épouse la princesse Sibilla, le prince Laurent de Belgique et son épouse la princesse Claire, Charles de Bourbon-Siciles, duc de Castro et son épouse Camilla, la princesse Astrid de Belgique et son époux l'archiduc Lorenz d'Autriche-Este et Duarte de Bragance, duc de Bragance et son épouse Isabel. La robe de mariée de la duchesse de Vendôme a été confectionnée par Christian Lacroix. Un diadème de turquoises et de diamants appartenant à la famille de Povoa, prêté par sa tante, doña María del Mar de Tornos y Zubiria de Povoa, rehaussait sa coiffure.
Lors de son discours, le maire de Senlis, Jean-Christophe Canter, a déclaré : « Votre histoire est la nôtre et l'on ne peut rien y soustraire. Nous sommes tous solidaires de ces traditions politiques qui sont la charpente invisible de la France. »

### Enfants
Jean et Philomena ont six enfants :
1. Gaston[19] Louis Antoine Marie d'Orléans, né le 19 novembre 2009 à Paris (14e arrondissement)[20] et baptisé le 8 décembre en la basilique Sainte-Clotilde à Paris par le père Matthieu Rougé[21] ; il succède à son père au titre de courtoisie de dauphin de France le 21 janvier 2019 ;
2. Antoinette Léopoldine Jeanne Marie d'Orléans, née le 28 janvier 2012 à Vienne (Autriche)[22] et baptisée le 11 février en la cathédrale Saint-Étienne de Vienne par le cardinal Christophe Schönborn[23] ;
3. Louise-Marguerite Éléonore Marie d'Orléans, née le 30 juillet 2014 à Poissy (Yvelines)[24] et baptisée le 31 août en l'église Saint-Pierre de Dreux (Eure-et-Loir) par le père Jean-Marie Lioult[25] ;
4. Joseph Gabriel David Marie d'Orléans, né le 2 juin 2016 à Dreux (Eure-et-Loir)[26],[27],[28] et baptisé le 26 juin en l'église Saint-Pierre de Dreux (Eure-et-Loir) par le père Jean-Marie Lioult[29],[30] ;
5. Jacinthe Élisabeth-Charlotte Marie d’Orléans, née le 9 octobre 2018 à Dreux (Eure-et-Loir)[31] et baptisée le 13 octobre en l'église Saint-Pierre de Dreux (Eure-et-Loir) par le père Christophe Besnier[32] ;
6. Alphonse Charles François Marie d'Orléans, né le 31 décembre 2023 à Carcassonne (Aude)[33].

## Titulature et décorations

### Titulature
Les titres portés aujourd'hui par les membres de la maison d’Orléans n’ont pas d’existence légale et sont des titres de courtoisie attribués par le chef de famille.
- 19 mars 2009 – 21 janvier 2019 : Son Altesse Royale la duchesse de Vendôme, dauphine de France.
- 21 janvier 2019 – 2 février 2019 : Son Altesse Royale la duchesse de Vendôme.
- depuis le 2 février 2019 : Son Altesse Royale la comtesse de Paris.

### Décorations dynastiques étrangères
- Bailli dame grand-croix de justice de l'ordre sacré et militaire constantinien de Saint-Georges (maison de Bourbon-Siciles, nommée le 19 mars 2019 et reçue le 13 mai 2019)[34],[35],[36]
- Grand-croix honoraire de l'ordre de Sainte-Isabelle (maison de Bragance, nommée le 27 octobre 2012 et reçue le 6 novembre 2012)[36],[37],[38],[39]